# Oceanografski muzej u Monaku
Oceanografski muzej ustanova je u Monaku.
Muzej ima značajnu zbirku morske faune kao što su morske zvijezde, morski konjici, kornjače, rakovi, jastozi, meduze, raže, morski psi, ježinci, morski krastavci, jegulje i sipe.
Također su izložene makete brodova, kosturi morskih životinja, oružje i oruđe.
Institut je 1910. osnovao princ Albert I., a Jacques-Yves Cousteau je bio dugogodišnji ravnatelj.
Sjedište instituta je u Parizu, dok je muzej na stijenama Monaka.

## Vanjske poveznice
- Službena stranica  Arhivirana inačica izvorne stranice od 18. prosinca 2007. (Wayback Machine)